# Satellite (Lena)
Satellite is de (winnende) Duitse inzending voor het Eurovisiesongfestival op 29 mei 2010 in Oslo; zangeres is Lena. Het lied is geschreven door de Amerikaanse Julie Frost en de Deen John Gordon, die onder andere liedjes voor Diana Amft, Mike Leon Grosch en Michelle Hunziker schreef.
Het lied werd speciaal voor de competitie gecomponeerd en werd door Stefan Raab en zijn team uit meer dan 300 liedjes gekozen voor de finale van Unser Star für Oslo (de nationale voorronde van Duitsland) op 12 maart 2010.

## Productie en uitgave
John Gordon, Andre Buchmann, Ingo Politz en Bernd Wendtland van het bedrijf Valicon waren verantwoordelijk voor de productie. De remastering werd door Sascha Bühren gedaan.
De single werd op 16 maart 2010 uitgebracht. De première was op dezelfde dag bij ARD, vlak voor Tagesschau om 20:00 u. Als download was hij al op 13 maart verkrijgbaar. Hij behaalde de eerste plaats in de Duitse iTunes-hitlijst.
In 2014 bracht de Vlaamse meidengroep Sugarfree de Nederlandstalige bewerking Fantasie uit dat de 23e positie wist te behalen in de Vlaamse Top 50.

## Muziekvideo
In de nacht na de finale werd de muziekvideo opgenomen, die op de zangeres en haar dansstijl is toegespitst. Op YouTube bereikten de beide officiële video's tot mei 2010 meer dan 13 miljoen hits.

## Hitnotering
| "Satellite" in de Nederlandse Top 40 - binnen 12-06-2010 | "Satellite" in de Nederlandse Top 40 - binnen 12-06-2010 | "Satellite" in de Nederlandse Top 40 - binnen 12-06-2010 | "Satellite" in de Nederlandse Top 40 - binnen 12-06-2010 | "Satellite" in de Nederlandse Top 40 - binnen 12-06-2010 | "Satellite" in de Nederlandse Top 40 - binnen 12-06-2010 | "Satellite" in de Nederlandse Top 40 - binnen 12-06-2010 | "Satellite" in de Nederlandse Top 40 - binnen 12-06-2010 |
| Week                                                     | 1                                                        | 2                                                        | 3                                                        | 4                                                        | 5                                                        | 6                                                        |                                                          |
| -------------------------------------------------------- | -------------------------------------------------------- | -------------------------------------------------------- | -------------------------------------------------------- | -------------------------------------------------------- | -------------------------------------------------------- | -------------------------------------------------------- | -------------------------------------------------------- |
| Nummer                                                   | 31                                                       | 31                                                       | 31                                                       | 32                                                       | 36                                                       | 39                                                       | uit                                                      |

| "Satellite" in de Nederlandse Single Top 100 - binnen: 05-06-2010 | "Satellite" in de Nederlandse Single Top 100 - binnen: 05-06-2010 | "Satellite" in de Nederlandse Single Top 100 - binnen: 05-06-2010 | "Satellite" in de Nederlandse Single Top 100 - binnen: 05-06-2010 | "Satellite" in de Nederlandse Single Top 100 - binnen: 05-06-2010 | "Satellite" in de Nederlandse Single Top 100 - binnen: 05-06-2010 | "Satellite" in de Nederlandse Single Top 100 - binnen: 05-06-2010 | "Satellite" in de Nederlandse Single Top 100 - binnen: 05-06-2010 | "Satellite" in de Nederlandse Single Top 100 - binnen: 05-06-2010 | "Satellite" in de Nederlandse Single Top 100 - binnen: 05-06-2010 |
| Week                                                              | 1                                                                 | 2                                                                 | 3                                                                 | 4                                                                 | 5                                                                 | 6                                                                 | 7                                                                 | 8                                                                 | 9                                                                 |
| ----------------------------------------------------------------- | ----------------------------------------------------------------- | ----------------------------------------------------------------- | ----------------------------------------------------------------- | ----------------------------------------------------------------- | ----------------------------------------------------------------- | ----------------------------------------------------------------- | ----------------------------------------------------------------- | ----------------------------------------------------------------- | ----------------------------------------------------------------- |
| Nummer                                                            | 5                                                                 | 32                                                                | 62                                                                | 62                                                                | 84                                                                | 78                                                                | 80                                                                | 95                                                                | 100                                                               |

| "Satellite" in de Vlaamse Ultratop 50 - binnen: 05-06-2010 | "Satellite" in de Vlaamse Ultratop 50 - binnen: 05-06-2010 | "Satellite" in de Vlaamse Ultratop 50 - binnen: 05-06-2010 | "Satellite" in de Vlaamse Ultratop 50 - binnen: 05-06-2010 | "Satellite" in de Vlaamse Ultratop 50 - binnen: 05-06-2010 | "Satellite" in de Vlaamse Ultratop 50 - binnen: 05-06-2010 | "Satellite" in de Vlaamse Ultratop 50 - binnen: 05-06-2010 | "Satellite" in de Vlaamse Ultratop 50 - binnen: 05-06-2010 | "Satellite" in de Vlaamse Ultratop 50 - binnen: 05-06-2010 | "Satellite" in de Vlaamse Ultratop 50 - binnen: 05-06-2010 |
| Week                                                       | 1                                                          | 2                                                          | 3                                                          | 4                                                          | 5                                                          | 6                                                          | 7                                                          | 8                                                          | 9                                                          |
| ---------------------------------------------------------- | ---------------------------------------------------------- | ---------------------------------------------------------- | ---------------------------------------------------------- | ---------------------------------------------------------- | ---------------------------------------------------------- | ---------------------------------------------------------- | ---------------------------------------------------------- | ---------------------------------------------------------- | ---------------------------------------------------------- |
| Nummer                                                     | 4                                                          | 4                                                          | 5                                                          | 6                                                          | 11                                                         | 11                                                         | 16                                                         | 17                                                         | 21                                                         |

- Gemeinsame Normdatei: 7714081-3
- MusicBrainz release group: f033fad1-423f-4f44-9e74-70abdd986d0d
- MusicBrainz work: 17839663-1939-3db9-b3c3-8fc5fbf0f792

1956: Refrain · 
1957: Net als toen · 
1958: Dors, mon amour · 
1959: 'n Beetje · 
1960: Tom Pillibi · 
1961: Nous les amoureux · 
1962: Un premier amour · 
1963: Dansevise · 
1964: Non ho l'età · 
1965: Poupée de cire, poupée de son · 
1966: Merci, chérie · 
1967: Puppet on a string · 
1968: La la la · 
1969: Un jour, un enfant, De troubadour, Vivo cantando, Boom bang-a-bang · 
1970: All kinds of everything · 
1971: Un banc, un arbre, une rue · 
1972: Après toi · 
1973: Tu te reconnaîtras · 
1974: Waterloo · 
1975: Ding-a-dong · 
1976: Save your kisses for me · 
1977: L'oiseau et l'enfant · 
1978: A-ba-ni-bi · 
1979: Hallelujah · 
1980: What's another year · 
1981: Making your mind up · 
1982: Ein bißchen Frieden · 
1983: Si la vie est cadeau · 
1984: Diggi-loo diggi-ley · 
1985: La det swinge · 
1986: J'aime la vie · 
1987: Hold me now · 
1988: Ne partez pas sans moi · 
1989: Rock me · 
1990: Insieme: 1992 · 
1991: Fångad av en stormvind · 
1992: Why me? · 
1993: In your eyes · 
1994: Rock 'n' roll kids · 
1995: Nocturne · 
1996: The voice · 
1997: Love shine a light · 
1998: Diva · 
1999: Take me to your heaven · 
2000: Fly on the wings of love · 
2001: Everybody · 
2002: I wanna · 
2003: Everyway that I can · 
2004: Wild dances · 
2005: My number one · 
2006: Hard rock hallelujah · 
2007: Molitva · 
2008: Believe · 
2009: Fairytale · 
2010: Satellite · 
2011: Running scared · 
2012: Euphoria · 
2013: Only teardrops · 
2014: Rise like a phoenix · 
2015: Heroes · 
2016: 1944 · 
2017: Amar pelos dois · 
2018: Toy · 
2019: Arcade · 
2021: Zitti e buoni · 
2022: Stefania · 
2023: Tattoo · 
2024: The code